# Jules Corniquet
Jules Corniquet, né le 25 septembre 1867 à La Mailleraye-sur-Seine, en Seine-Maritime, et mort le 27 mars 1942 à Malleville-les-Grès, est un poète régionaliste normand.

## Biographie
Jules Corniquet est considéré comme un poète cauchois. Amoureux de la nature, philosophe, ses poèmes lui valent d'être primé au concours des Annales politiques et littéraires en 1907.
Membre de la « jeune académie », il publie un poème sur le roi des Belges et le roi de Yougoslavie en 1934. Il est primé aux Jeux floraux du Languedoc ainsi que dans la Revue picarde et normande.
Lors de la Seconde Guerre mondiale, il écrit des pamphlets contre Hitler qui le condamnent à finir ses jours en hôpital psychiatrique où il meurt en 1942. Ses manuscrits sont brûlés par l'occupant.